# Bellardia pandia
Bellardia pandia är en tvåvingeart som först beskrevs av Walker 1849.  Bellardia pandia ingår i släktet Bellardia och familjen spyflugor. Arten är reproducerande i Sverige. Inga underarter finns listade i Catalogue of Life.